# Les Aix-d'Angillon
Les Aix-d'Angillon is een gemeente in het Franse departement Cher (regio Centre-Val de Loire). De plaats maakt deel uit van het arrondissement Bourges. Les Aix-d'Angillon telde op 1 januari 2022 1.871 inwoners.

## Geografie
De oppervlakte van Les Aix-d'Angillon bedroeg op 1 januari 2022 14,68 vierkante kilometer; de bevolkingsdichtheid was toen 127,5 inwoners per km².
De onderstaande kaart toont de ligging van Les Aix-d'Angillon met de belangrijkste infrastructuur en aangrenzende gemeenten.

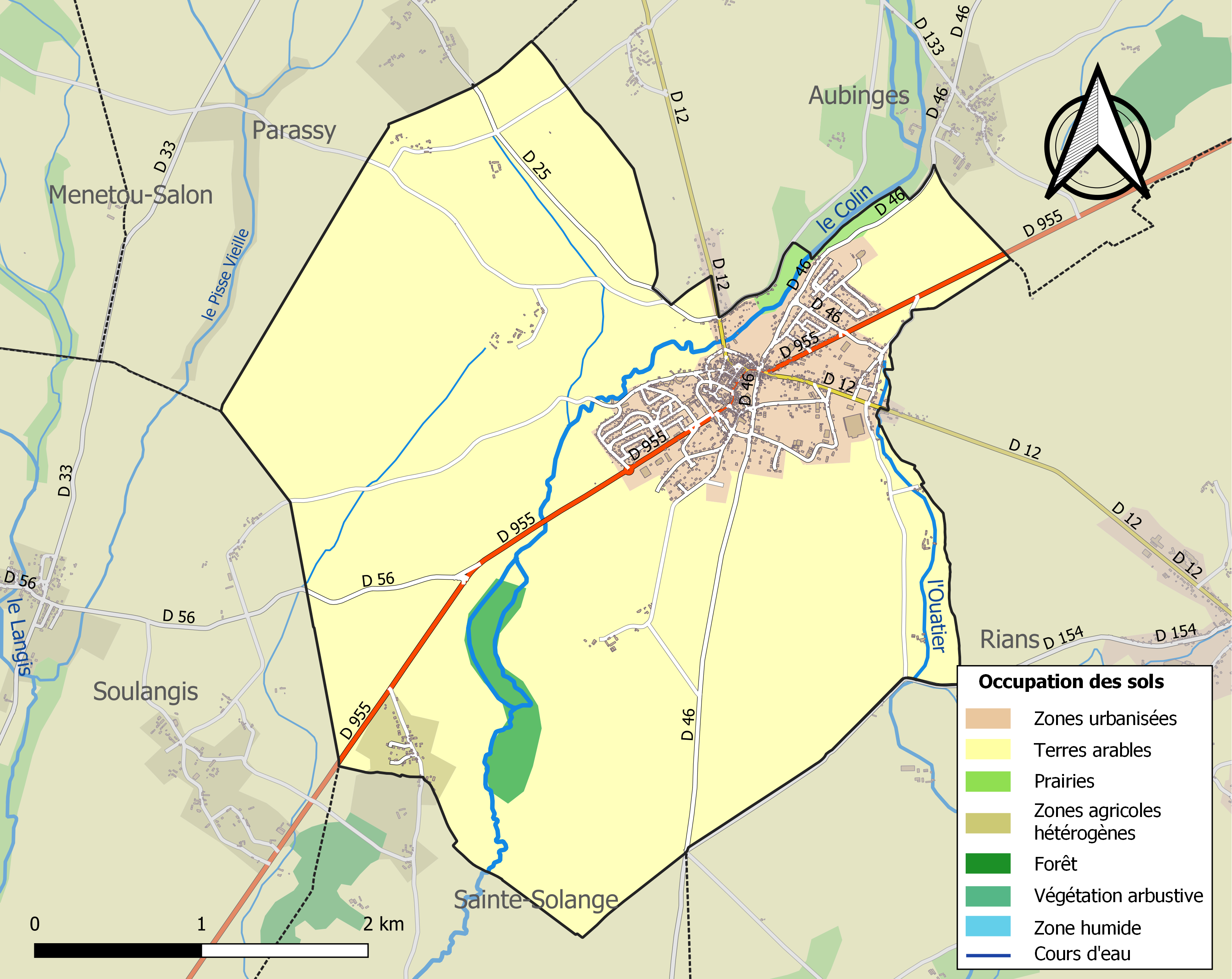

## Demografie
Onderstaande figuur toont het verloop van het inwonertal (bron: INSEE-tellingen).